# Llista de topònims de Castellar de n'Hug
Llista de topònims (noms propis de lloc) del municipi de Castellar de n'Hug, al Berguedà
Informació actualitzada per un bot. Els canvis manuals es perdran quan s'actualitzi!

## abric rocós
| imatge | Nom            | Ubicat a           | instància de | Detalls | coordenades                                                         | Protecció | Commons (més fotos) | Dades a WD                    |
| ------ | -------------- | ------------------ | ------------ | ------- | ------------------------------------------------------------------- | --------- | ------------------- | ----------------------------- |
|        | Balma del Moro | Castellar de n'Hug | abric rocós  |         | 42° 17′ 03″ N, 1° 59′ 26″ E / 42.2841481902876°N,1.99051007484096°E |           |                     | Modifica les dades a Wikidata |
|        | Bauma Blanca   | Castellar de n'Hug | abric rocós  |         | 42° 17′ 17″ N, 2° 02′ 47″ E / 42.2880122745263°N,2.04632853647964°E |           |                     | Modifica les dades a Wikidata |

## borda
| imatge | Nom             | Ubicat a           | instància de | Detalls | coordenades                                                         | Protecció | Commons (més fotos) | Dades a WD                    |
| ------ | --------------- | ------------------ | ------------ | ------- | ------------------------------------------------------------------- | --------- | ------------------- | ----------------------------- |
|        | Barraca de Rus  | Castellar de n'Hug | borda        |         | 42° 18′ 00″ N, 1° 57′ 55″ E / 42.299946143319°N,1.9652486332775°E   |           |                     | Modifica les dades a Wikidata |
|        | Pleta d'Orriols | Castellar de n'Hug | borda        |         | 42° 17′ 27″ N, 1° 59′ 51″ E / 42.2907832092371°N,1.99741522069994°E |           |                     | Modifica les dades a Wikidata |
|        | Pleta de Rus    | Castellar de n'Hug | borda        |         | 42° 17′ 57″ N, 1° 58′ 23″ E / 42.2992862547056°N,1.97313853446204°E |           |                     | Modifica les dades a Wikidata |

## edifici
| imatge | Nom                     | Ubicat a           | instància de | Detalls                                                                              | coordenades                                          | Protecció                                  | Commons (més fotos)                          | Dades a WD                    |
| ------ | ----------------------- | ------------------ | ------------ | ------------------------------------------------------------------------------------ | ---------------------------------------------------- | ------------------------------------------ | -------------------------------------------- | ----------------------------- |
|        | Museu del Pastor        | Castellar de n'Hug | edifici      | Estil: arquitectura popular                                                          | 42° 16′ 59″ N, 2° 00′ 56″ E / 42.283133°N,2.015616°E | bé cultural d'interès local                | Museu del Pastor (Castellar de n'Hug)        | Modifica les dades a Wikidata |
|        | Xalet del Clot del Moro | Castellar de n'Hug | edifici      | Arquitecte: Eduard Ferrés i Puig Lluís Homs i Moncusí Estil: arquitectura modernista | 42° 15′ 41″ N, 1° 58′ 49″ E / 42.26135°N,1.980245°E  | bé integrant del patrimoni cultural català | Xalet del Clot del Moro (Castellar de n'Hug) | Modifica les dades a Wikidata |

## església
| imatge | Nom                       | Ubicat a           | instància de | Detalls                                          | coordenades                                              | Protecció                                  | Commons (més fotos)    | Dades a WD                    |
| ------ | ------------------------- | ------------------ | ------------ | ------------------------------------------------ | -------------------------------------------------------- | ------------------------------------------ | ---------------------- | ----------------------------- |
|        | Sant Joan de Cornudell    | Castellar de n'Hug | església     | Estil: arquitectura romànica                     | 42° 16′ 52″ N, 2° 02′ 17″ E / 42.281052°N,2.038007°E     | bé integrant del patrimoni cultural català | Sant Joan de Cornudell | Modifica les dades a Wikidata |
|        | Sant Vicenç de Rus        | Castellar de n'Hug | església     | Estil: arquitectura romànica arquitectura gòtica | 42° 16′ 25″ N, 1° 59′ 31″ E / 42.27358889°N,1.99202778°E | bé integrant del patrimoni cultural català | Sant Vicenç de Rus     | Modifica les dades a Wikidata |
|        | capella del Clot del Moro | Castellar de n'Hug | església     | Estil: historicisme arquitectònic                | 42° 15′ 42″ N, 1° 58′ 48″ E / 42.261697°N,1.980043°E     | bé integrant del patrimoni cultural català |                        | Modifica les dades a Wikidata |

## font
| imatge | Nom                  | Ubicat a           | instància de   | Detalls | coordenades                                                         | Protecció | Commons (més fotos)      | Dades a WD                    |
| ------ | -------------------- | ------------------ | -------------- | ------- | ------------------------------------------------------------------- | --------- | ------------------------ | ----------------------------- |
|        | font Peguera         | Castellar de n'Hug | font           |         | 42° 17′ 20″ N, 1° 59′ 23″ E / 42.2889785427773°N,1.98983859528405°E |           |                          | Modifica les dades a Wikidata |
|        | font del Roc Vermell | Castellar de n'Hug | font           |         | 42° 17′ 46″ N, 2° 01′ 24″ E / 42.2961411218548°N,2.02342392763184°E |           |                          | Modifica les dades a Wikidata |
|        | fonts del Llobregat  | Castellar de n'Hug | font aiguaneix |         | 42° 17′ 02″ N, 2° 00′ 56″ E / 42.28400833°N,2.01542222°E            |           | Springs of the Llobregat | Modifica les dades a Wikidata |

## masia
| imatge | Nom                            | Ubicat a           | instància de | Detalls                     | coordenades                                                         | Protecció                                  | Commons (més fotos)               | Dades a WD                    |
| ------ | ------------------------------ | ------------------ | ------------ | --------------------------- | ------------------------------------------------------------------- | ------------------------------------------ | --------------------------------- | ----------------------------- |
|        | Ca l'Escolà                    | Castellar de n'Hug | masia        |                             | 42° 15′ 19″ N, 2° 01′ 46″ E / 42.25531°N,2.02935°E                  |                                            |                                   | Modifica les dades a Wikidata |
|        | Ca l'Orriols                   | Castellar de n'Hug | masia        | Estil: arquitectura popular | 42° 16′ 56″ N, 2° 00′ 31″ E / 42.28215°N,2.00856°E                  | bé integrant del patrimoni cultural català | Ca l'Orriols (Castellar de n'Hug) | Modifica les dades a Wikidata |
|        | Ca la Beneta                   | Castellar de n'Hug | masia        |                             | 42° 16′ 28″ N, 2° 00′ 32″ E / 42.2743479062169°N,2.00890517589325°E |                                            |                                   | Modifica les dades a Wikidata |
|        | Ca la Curta                    | Castellar de n'Hug | masia        |                             | 42° 16′ 44″ N, 2° 02′ 17″ E / 42.2788020466142°N,2.03806298173783°E |                                            |                                   | Modifica les dades a Wikidata |
|        | Cal Creu Bosc                  | Castellar de n'Hug | masia        |                             | 42° 16′ 24″ N, 2° 00′ 25″ E / 42.2733°N,2.00691°E 1160 msnm         |                                            |                                   | Modifica les dades a Wikidata |
|        | Cal Pau Solana                 | Castellar de n'Hug | masia        |                             | 42° 17′ 09″ N, 2° 00′ 02″ E / 42.285850588923°N,2.0006530625041°E   |                                            |                                   | Modifica les dades a Wikidata |
|        | Can Serrassola                 | Castellar de n'Hug | masia        |                             | 42° 16′ 36″ N, 2° 01′ 48″ E / 42.2765824542332°N,2.03009277892127°E |                                            |                                   | Modifica les dades a Wikidata |
|        | Can Torre                      | Castellar de n'Hug | masia        |                             | 42° 16′ 48″ N, 2° 02′ 48″ E / 42.2800535946737°N,2.04665474225301°E |                                            |                                   | Modifica les dades a Wikidata |
|        | Casa de Rus                    | Castellar de n'Hug | masia        | Estil: arquitectura popular | 42° 16′ 44″ N, 1° 58′ 21″ E / 42.278906°N,1.97244°E                 | bé integrant del patrimoni cultural català |                                   | Modifica les dades a Wikidata |
|        | Forroi                         | Castellar de n'Hug | masia        |                             | 42° 16′ 25″ N, 2° 02′ 23″ E / 42.273575401248°N,2.0396518963306°E   |                                            |                                   | Modifica les dades a Wikidata |
|        | Meranges                       | Castellar de n'Hug | masia        |                             | 42° 15′ 45″ N, 2° 00′ 44″ E / 42.2626319834498°N,2.01215621011803°E |                                            |                                   | Modifica les dades a Wikidata |
|        | el Vilar                       | Castellar de n'Hug | masia        |                             | 42° 16′ 54″ N, 1° 59′ 20″ E / 42.2815493841186°N,1.98891426357484°E |                                            |                                   | Modifica les dades a Wikidata |
|        | la Farga Nova                  | Castellar de n'Hug | masia        |                             | 42° 16′ 25″ N, 1° 59′ 34″ E / 42.2736488875134°N,1.99276344211214°E |                                            |                                   | Modifica les dades a Wikidata |
|        | la Farga Vella                 | Castellar de n'Hug | masia        |                             | 42° 16′ 42″ N, 2° 00′ 18″ E / 42.27824032636°N,2.00495124236003°E   |                                            |                                   | Modifica les dades a Wikidata |
|        | la Farga de Sant Vicenç de Rus | Castellar de n'Hug | masia        |                             | 42° 16′ 20″ N, 1° 59′ 35″ E / 42.272237043731°N,1.99300419858697°E  |                                            |                                   | Modifica les dades a Wikidata |
|        | la Molina                      | Castellar de n'Hug | masia        |                             | 42° 15′ 30″ N, 1° 58′ 19″ E / 42.2583800240147°N,1.97206884970691°E |                                            |                                   | Modifica les dades a Wikidata |
|        | les Rovires Negres             | Castellar de n'Hug | masia        |                             | 42° 15′ 35″ N, 2° 01′ 45″ E / 42.2596602813821°N,2.02906703807811°E |                                            |                                   | Modifica les dades a Wikidata |

## muntanya
| imatge | Nom                           | Ubicat a                                 | instància de | Detalls | coordenades                                                          | Protecció | Commons (més fotos)             | Dades a WD                    |
| ------ | ----------------------------- | ---------------------------------------- | ------------ | ------- | -------------------------------------------------------------------- | --------- | ------------------------------- | ----------------------------- |
|        | Cap de les Costes de l'Huguet | Castellar de n'Hug Alp                   | muntanya     |         | 42° 18′ 55″ N, 1° 56′ 55″ E / 42.3153°N,1.94864°E 2198.9 msnm        |           |                                 | Modifica les dades a Wikidata |
|        | Cim de Pla Baguet             | Castellar de n'Hug                       | muntanya     |         | 42° 17′ 54″ N, 1° 58′ 44″ E / 42.29831667°N,1.97883611°E 2035.7 msnm |           |                                 | Modifica les dades a Wikidata |
|        | Montderm                      | Castellar de n'Hug Guardiola de Berguedà | muntanya     |         | 42° 16′ 06″ N, 1° 56′ 42″ E / 42.26844444°N,1.94491667°E 1532.4 msnm |           |                                 | Modifica les dades a Wikidata |
|        | Pedra Picada                  | Castellar de n'Hug Toses                 | muntanya     |         | 42° 17′ 46″ N, 2° 03′ 03″ E / 42.29608333°N,2.05083333°E 2010 msnm   |           | Pedra Picada (Toses)            | Modifica les dades a Wikidata |
|        | Pedró de les Rates            | Castellar de n'Hug                       | muntanya     |         | 42° 16′ 52″ N, 2° 01′ 10″ E / 42.28117222°N,2.01954444°E 1447.3 msnm |           |                                 | Modifica les dades a Wikidata |
|        | Pleta Roja                    | Castellar de n'Hug Toses                 | muntanya     |         | 42° 18′ 27″ N, 2° 00′ 50″ E / 42.3074°N,2.01383°E 2032 msnm          |           | Pleta Roja                      | Modifica les dades a Wikidata |
|        | Puiners                       | Castellar de n'Hug                       | muntanya     |         | 42° 16′ 15″ N, 2° 01′ 26″ E / 42.27091667°N,2.02375°E 1542.7 msnm    |           |                                 | Modifica les dades a Wikidata |
|        | Roca Roja                     | Castellar de n'Hug                       | muntanya     |         | 42° 16′ 25″ N, 2° 02′ 46″ E / 42.2736°N,2.04606°E 1341.1 msnm        |           |                                 | Modifica les dades a Wikidata |
|        | Roques del Bruc               | Castellar de n'Hug la Pobla de Lillet    | muntanya     |         | 42° 15′ 28″ N, 1° 59′ 57″ E / 42.25763889°N,1.99905556°E 1400.3 msnm |           |                                 | Modifica les dades a Wikidata |
|        | Sant Eloi                     | Castellar de n'Hug la Pobla de Lillet    | muntanya     |         | 42° 15′ 23″ N, 2° 01′ 02″ E / 42.2565°N,2.01719°E 1442.1 msnm        |           |                                 | Modifica les dades a Wikidata |
|        | Serrat del Paravent           | Castellar de n'Hug Toses                 | muntanya     |         | 42° 18′ 06″ N, 2° 02′ 24″ E / 42.3018°N,2.04006°E 1910.7 msnm        |           |                                 | Modifica les dades a Wikidata |
|        | Tossal d'Orriols              | Castellar de n'Hug                       | muntanya     |         | 42° 17′ 36″ N, 1° 59′ 38″ E / 42.293375°N,1.99391944°E 1913 msnm     |           | Tossal d'Orriols                | Modifica les dades a Wikidata |
|        | Turó de Coma Calent           | Castellar de n'Hug                       | muntanya     |         | 42° 16′ 49″ N, 2° 01′ 31″ E / 42.28035278°N,2.02537222°E 1483.2 msnm |           |                                 | Modifica les dades a Wikidata |
|        | Turó dels Empedrissats        | Castellar de n'Hug                       | muntanya     |         | 42° 16′ 00″ N, 2° 01′ 21″ E / 42.26680167°N,2.02244167°E 1563.3 msnm |           |                                 | Modifica les dades a Wikidata |
|        | l'Emperadora                  | Castellar de n'Hug Toses                 | muntanya     |         | 42° 17′ 28″ N, 2° 03′ 52″ E / 42.2911°N,2.06438°E 1962 msnm          |           | L'Emperadora                    | Modifica les dades a Wikidata |
|        | la Creueta                    | Castellar de n'Hug Toses                 | muntanya     |         | 42° 18′ 20″ N, 2° 00′ 08″ E / 42.305552°N,2.002298°E 2067 msnm       |           | La Creueta (Castellar de n'Hug) | Modifica les dades a Wikidata |
|        | la Moixera                    | Castellar de n'Hug Toses                 | muntanya     |         | 42° 18′ 26″ N, 2° 01′ 33″ E / 42.30727778°N,2.02591667°E 1995.6 msnm |           |                                 | Modifica les dades a Wikidata |
|        | puig Roig                     | Castellar de n'Hug Guardiola de Berguedà | muntanya     |         | 42° 16′ 28″ N, 1° 56′ 45″ E / 42.2745°N,1.94578°E 1500.7 msnm        |           |                                 | Modifica les dades a Wikidata |

## nucli de població
| imatge | Nom              | Ubicat a           | instància de      | Detalls          | coordenades                                                         | Protecció | Commons (més fotos) | Dades a WD                    |
| ------ | ---------------- | ------------------ | ----------------- | ---------------- | ------------------------------------------------------------------- | --------- | ------------------- | ----------------------------- |
|        | Cal Ros          | Castellar de n'Hug | nucli de població |                  | 42° 16′ 38″ N, 2° 01′ 34″ E / 42.2771250625398°N,2.02610669725541°E |           |                     | Modifica les dades a Wikidata |
|        | el Clot del Moro | Castellar de n'Hug | nucli de població | Superfície: 10ha | 42° 15′ 40″ N, 1° 58′ 46″ E / 42.261028°N,1.979425°E 960 msnm       |           | El Clot del Moro    | Modifica les dades a Wikidata |
|        | l'Erola          | Castellar de n'Hug | nucli de població |                  | 42° 17′ 10″ N, 2° 01′ 03″ E / 42.285997295067°N,2.0176312023941°E   |           |                     | Modifica les dades a Wikidata |
|        | la Soleia        | Castellar de n'Hug | nucli de població |                  | 42° 16′ 41″ N, 2° 02′ 18″ E / 42.278067679381°N,2.038370942755°E    |           |                     | Modifica les dades a Wikidata |

## pont
| imatge | Nom                     | Ubicat a           | instància de | Detalls                                                     | coordenades                                          | Protecció                                  | Commons (més fotos)     | Dades a WD                    |
| ------ | ----------------------- | ------------------ | ------------ | ----------------------------------------------------------- | ---------------------------------------------------- | ------------------------------------------ | ----------------------- | ----------------------------- |
|        | Pont de la Farga Vella  | Castellar de n'Hug | pont         | Estil: arquitectura popular Travessa: Llobregat Ample: 1.4m | 42° 16′ 43″ N, 2° 00′ 17″ E / 42.278656°N,2.004736°E | bé integrant del patrimoni cultural català | Pont de la Farga Vella  | Modifica les dades a Wikidata |
|        | Pont del Molí d'Orriols | Castellar de n'Hug | pont         | Estil: arquitectura popular                                 | 42° 16′ 54″ N, 2° 00′ 43″ E / 42.281535°N,2.012002°E | bé integrant del patrimoni cultural català | Pont del Molí d'Orriols | Modifica les dades a Wikidata |

## serra
| imatge | Nom               | Ubicat a           | instància de | Detalls | coordenades                                                      | Protecció | Commons (més fotos) | Dades a WD                    |
| ------ | ----------------- | ------------------ | ------------ | ------- | ---------------------------------------------------------------- | --------- | ------------------- | ----------------------------- |
|        | Serra de Meranges | Castellar de n'Hug | serra        |         | 42° 15′ 58″ N, 2° 00′ 28″ E / 42.266177°N,2.007849°E 1455.8 msnm |           |                     | Modifica les dades a Wikidata |
|        | el Pedró          | Castellar de n'Hug | serra        |         | 42° 16′ 10″ N, 2° 01′ 58″ E / 42.2694°N,2.03273°E 1542.7 msnm    |           |                     | Modifica les dades a Wikidata |

## Misc
| imatge | Nom                                     | Ubicat a                                                                          | instància de                                   | Detalls                                                   | coordenades                                                                                               | Protecció                                            | Commons (més fotos)                 | Dades a WD                    |
| ------ | --------------------------------------- | --------------------------------------------------------------------------------- | ---------------------------------------------- | --------------------------------------------------------- | --- | ---------------------------------------------------- | ----------------------------------- | ----------------------------- |
|        | Castell de Castellar de n'Hug           | Castellar de n'Hug                                                                | castell                                        |                                                           | 42° 17′ 00″ N, 2° 00′ 58″ E / 42.283219°N,2.016154°E                                                      | bé d'interès cultural bé cultural d'interès nacional | Castell de Castellar de n'Hug       | Modifica les dades a Wikidata |
|        | Castellar de n'Hug                      | Castellar de n'Hug                                                                | entitat singular de població capital municipal | 164 hab                                                   | 42° 17′ 00″ N, 2° 01′ 00″ E / 42.28333°N,2.01667°E 1397 msnm                                              |                                                      |                                     | Modifica les dades a Wikidata |
|        | Coll de la Creueta                      | Castellar de n'Hug Toses                                                          | collada                                        |                                                           | 42° 18′ 05″ N, 1° 59′ 36″ E / 42.30138°N,1.993362°E 1921.7 msnm                                           |                                                      |                                     | Modifica les dades a Wikidata |
|        | Fàbrica de Ciment Asland                | el Clot del Moro                                                                  | fàbrica                                        | Estil: modernisme català 1901 Superfície: 19015 6048m²    | 42° 15′ 39″ N, 1° 58′ 41″ E / 42.260815°N,1.977963°E ca:Ctra. de la Pobla de Lillet, km 8 958 msnm        | bé d'interès cultural bé cultural d'interès nacional | Asland old cement factory           | Modifica les dades a Wikidata |
|        | Llobregat                               | Catalunya província de Barcelona Catalunya Central Àmbit Metropolità de Barcelona | riu                                            | Desemboca: mar Mediterrània Llarg: 175km Conca: 4948.3km² | 42° 16′ 57″ N, 2° 00′ 46″ E / 42.282412°N,2.012826°E 41° 18′ 08″ N, 2° 07′ 55″ E / 41.302248°N,2.131948°E |                                                      | Llobregat                           | Modifica les dades a Wikidata |
|        | Molí d'Orriols                          | Castellar de n'Hug                                                                | molí d'aigua                                   | Estil: arquitectura popular                               | 42° 16′ 54″ N, 2° 00′ 44″ E / 42.281622°N,2.012167°E                                                      | bé integrant del patrimoni cultural català           | Molí d'Orriols (Castellar de n'Hug) | Modifica les dades a Wikidata |
|        | Puig Moreu                              | Castellar de n'Hug                                                                | vèrtex geodèsic                                | Alt: 1.2m                                                 | 42° 16′ 00″ N, 2° 01′ 21″ E / 42.266785°N,2.022428°E 1562.832 msnm                                        |                                                      |                                     | Modifica les dades a Wikidata |
|        | Santa Maria de Castellar de n'Hug       | Castellar de n'Hug                                                                | església parroquial                            | Estil: arquitectura romànica                              | 42° 16′ 57″ N, 2° 01′ 00″ E / 42.28246944°N,2.01668333°E                                                  | bé integrant del patrimoni cultural català           | Santa Maria de Castellar de n'Hug   | Modifica les dades a Wikidata |
|        | carrer de Dalt                          | Castellar de n'Hug                                                                | carrer                                         | Estil: arquitectura popular                               | 42° 16′ 59″ N, 2° 00′ 58″ E / 42.283066°N,2.016105°E                                                      | bé integrant del patrimoni cultural català           | Carrer de Dalt (Castellar de n'Hug) | Modifica les dades a Wikidata |
|        | casa consistorial de Castellar de n'Hug | Castellar de n'Hug                                                                | casa consistorial                              |                                                           | 42° 16′ 56″ N, 2° 01′ 00″ E / 42.2821652°N,2.0167747°E                                                    |                                                      |                                     | Modifica les dades a Wikidata |